# Film libanesi proposti per l'Oscar al miglior film straniero
A partire dal 1979 Il Libano ha cominciato a presentare film all'Academy of Motion Picture Arts and Sciences che la rappresentassero all'Oscar come miglior film di lingua straniera.
Finora, tra queste proposte, solo i film L'insulto e Cafarnao - Caos e miracoli sono rientrati nella cinquina finale, senza però riuscire a conquistare il premio.
| Anno | Film                                                        | Regia | Risultato     |
| ---- | ----------------------------------------------------------- | --- | ------------- |
| 1979 | Promise of Love (وعد الحب)                                  | Sarky Mouradian                                                                                               | Non candidato |
| 1999 | West Beirut (بيروت الغربية)                                 | Ziad Doueiri                                                                                                  | Non candidato |
| 2000 | Autour de la maison rose (البيت الزهري)                     | Joana Hadjithomas e Khalil Joreige                                                                            | Non candidato |
| 2003 | Lamma hikyit maryam (لمّا حكيت مريم)                         | Assad Fouladkar                                                                                               | Non candidato |
| 2004 | L'aquilone (Le cerf-volant/طيّارة من ورق)                    | Randa Chahal Sabag                                                                                            | Non candidato |
| 2007 | Bosta (بوسطة)                                               | Philippe Aractingi                                                                                            | Non candidato |
| 2008 | Caramel (سكر بنات)                                          | Nadine Labaki                                                                                                 | Non candidato |
| 2009 | Sotto le bombe (Sous les bombes/تحت القصف)                  | Philippe Aractingi                                                                                            | Non candidato |
| 2012 | E ora dove andiamo?'(و هلّق لوين) (Et maintenant, on va où?) | Nadine Labaki                                                                                                 | Non candidato |
| 2014 | Blind Intersections (قصة ثواني)                             | Lara Saba | Non candidato |
| 2015 | Ghadi (غدي)                                                 | Amin Dora | Non candidato |
| 2016 | Waynon'(وينن)                                               | Tarek Korkomaz, Zeina Makki, Jad Beyrouthy, Christelle Ighniades, Salim Habr, Maria Abdel Karim, Naji Bechara | Non candidato |
| 2017 | Film Kteer Kbeer (فيلم كتير كبير)                           | Mir-Jean Bou Chaaya                                                                                           | Non candidato |
| 2018 | L'insulto (L'insulte/قضية رقم ٢٣)                           | Ziad Doueiri                                                                                                  | Candidato     |
| 2019 | Cafarnao - Caos e miracoli (Cafarnaúm/کفرناحوم)             | Nadine Labaki                                                                                                 | Candidato     |
| 2020 | 1982                                                        | Oualid Mouaness                                                                                               | Non candidato |
| 2021 | Broken Keys (مفاتيح مكسرة)                                  | Jimmy Keyrouz                                                                                                 | Non candidato |
| 2022 | Costa Brava, Lebanon (مفاتيح مكسرةكوستابرافا)               | Mounia Akl | Non candidato |
| 2023 | Memory Box                                                  | Joana Hadjithomas e Khalil Joreige                                                                            | Non candidato |

| Non candidato | Il film è stato proposto dal Libano, ma non è stato candidato dall'Academy of Motion Picture Arts and Sciences.  |
| Short-list    | Il film è entrato nella "short-list" stilata a gennaio dei nove candidati per l'Oscar al miglior film straniero. |
| Candidato     | Il film è entrato a far parte dei cinque candidati per l'Oscar al miglior film straniero.                        |
| Vincitore     | Il film ha vinto l'Oscar al miglior film straniero.                                                              |